# Julij Martow

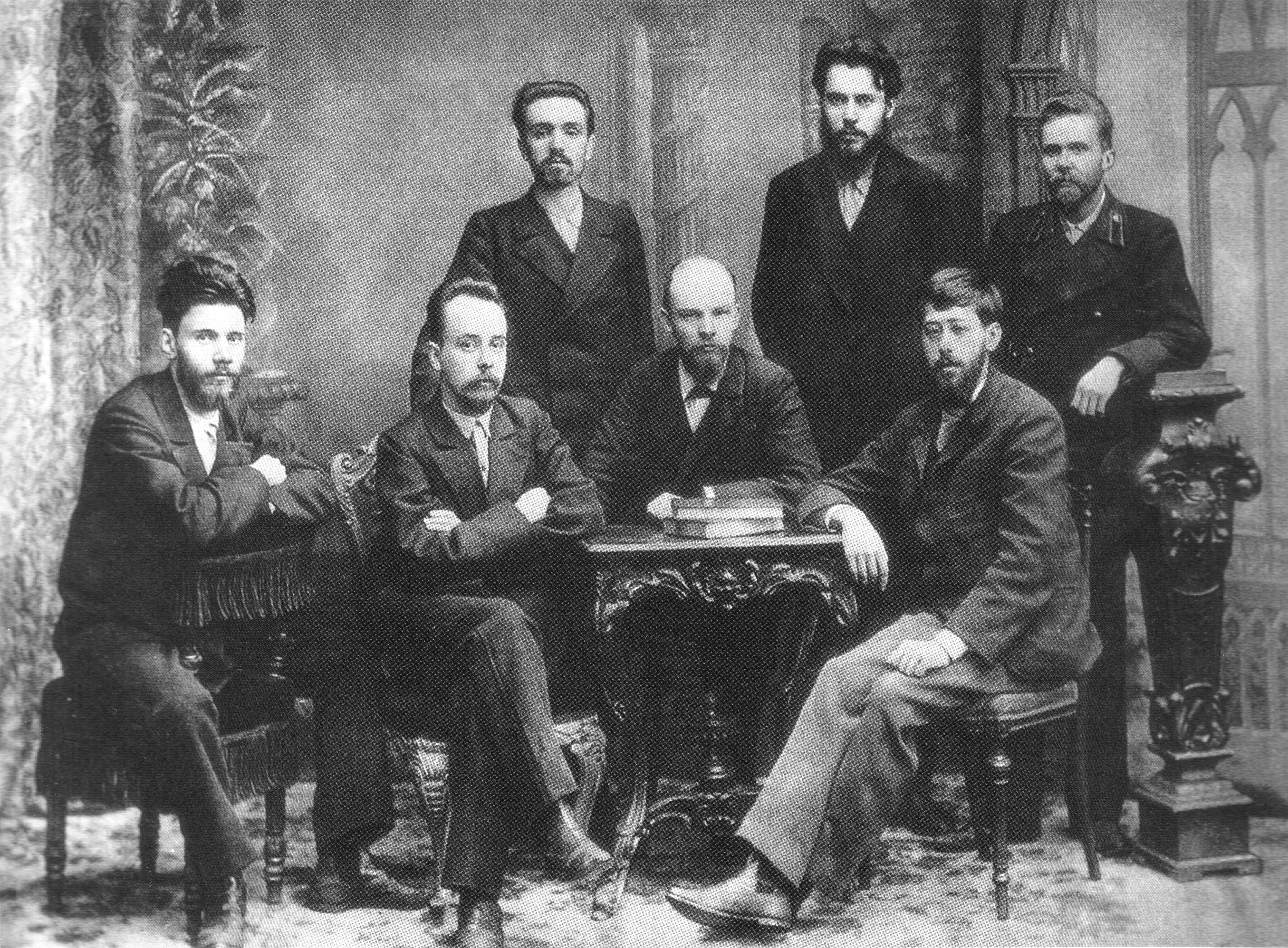
Członkowie Związku Walki o Wyzwolenie Klasy Robotniczej (drugi z lewej siedzi Gleb Krżyżanowski, dalej Lenin, na prawo Julij Martow), 1897

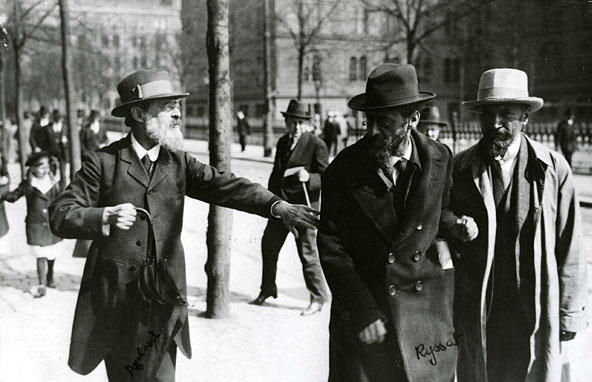
Przywódcy mienszewików: Paweł Akselrod, Julij Martow i Aleksandr Martynow w Sztokholmie w 1917 roku

Julij Martow (także jako Lew Martow), ros. Юлий Мартов, właśc. Юлий Осипович Цедербаум – Julij Osipowicz Cederbaum (ur. 24 listopada 1873 w Konstantynopolu, zm. 4 kwietnia 1923 w Schömberg w Schwarzwaldzie) – rosyjski polityk socjaldemokratyczny, rewolucjonista i publicysta żydowskiego pochodzenia, jeden z przywódców frakcji mienszewików w SDPRR.

## Życiorys
Jako student Uniwersytetu Petersburskiego zaangażował się w działalność rewolucyjną, za co został aresztowany i zesłany do Wilna. Razem z Leninem założył w Petersburgu w 1895 Związek Walki o Wyzwolenie Klasy Robotniczej, następnie wydawał na emigracji gazetę „Iskra” i „Zaria” od 1900 roku.
Podczas II zjazdu SDPRR w 1903 roku współorganizowanego przez Martowa doszło do rozłamu w rosyjskim ruchu socjaldemokratycznym i podziału partii na frakcje mienszewików i bolszewików. Martow twierdził, że członkowie partii powinni działać niezależnie od kierownictwa partii, Lenin nie zgodził się z tym i podkreślił potrzebę silnego przywództwa. Sprawę poddano pod głosowanie. Martow wygrał je stosunkiem 28 do 22 głosów. Debata była kontynuowana po głosowaniu, przez co wielu działaczy Martowa opuściła Kongres w trakcie jego trwania na znak protestu. Lenin wykorzystał ten fakt w celach propagandowych i nazwał swoją frakcję bolszewikami, czyli większością. Oponentów popierających Martowa określił natomiast mienszewikami, czyli mniejszością (w praktyce bolszewicy szybko zyskali przewagę liczebną i pod względem poparcia).
Był uczestnikiem rewolucji 1905 w Imperium Rosyjskim. W czasie I wojny światowej uczestniczył w konferencji zimmerwaldzkiej. Po rewolucji lutowej i obaleniu caratu w 1917 roku powrócił do Rosji – wszedł w skład Wszechrosyjskiego Centralnego Komitetu Wykonawczego (WCIK) (wykluczony przez bolszewików w marcu 1918) oraz rady moskiewskiej z ramienia SDPRR (mienszewików). Sprzeciwiał się polityce bolszewików, będąc zwolennikiem koalicyjnego rządu partii socjaldemokratycznych i socjalistycznych w Rosji (bolszewicy, mienszewicy, eserowcy), opartego na parlamentarnej większości w Zgromadzeniu Ustawodawczym Rosji (konstytuancie, wybranej w grudniu 1917 w wyborach powszechnych) i rozpędzonej w styczniu 1918 przez bolszewików.
W 1920 roku wobec wydanego przez bolszewików zakazu działalności partyjnej, w tym partii mienszewików w RFSRR został zmuszony przez władze bolszewickie do emigracji do Niemiec, gdzie przyczynił się do powstania Międzynarodowej Wspólnoty Pracy Partii Socjalistycznych (tzw. Międzynarodówki 2,5). Zmarł na gruźlicę.